# 山下和正
山下 和正（やました かずまさ、1937年2月10日 - ）は、日本の建築家。工業デザインも手がけている。また、古地図のコレクターであり、岐阜県図書館には山下和正コレクションがある。

## 略歴
- 1937年2月10日 - 愛知県名古屋市に生まれる
- 1955年 - 東海高等学校卒業
- 1958年 - 桑沢デザイン研究所II部リビングデザイン科卒業。
- 1959年 - 東京工業大学工学部建築学科卒業。日建設計工務東京事務所。（1964年まで）
- 1964年 - 日建設計を休職（1966年まで）。シュナイダ・エスレーベン建築事務所勤務。（ドイツ）
- 1965年 - ロンドン市建築局勤務。
- 1966年 - コーリン・スインジョン・ウィルソン建築事務所（イギリス）勤務後帰国。日建設計工務東京事務所勤務。（1969年まで）

- 1969年 - 東京造形大学デザイン学科室内建築専攻助教授（1978年まで）
- 1969年 - 山下和正建築研究室設立
- 1971年 - 山下和正建築研究所設立（改租・改称）

## 主な作品

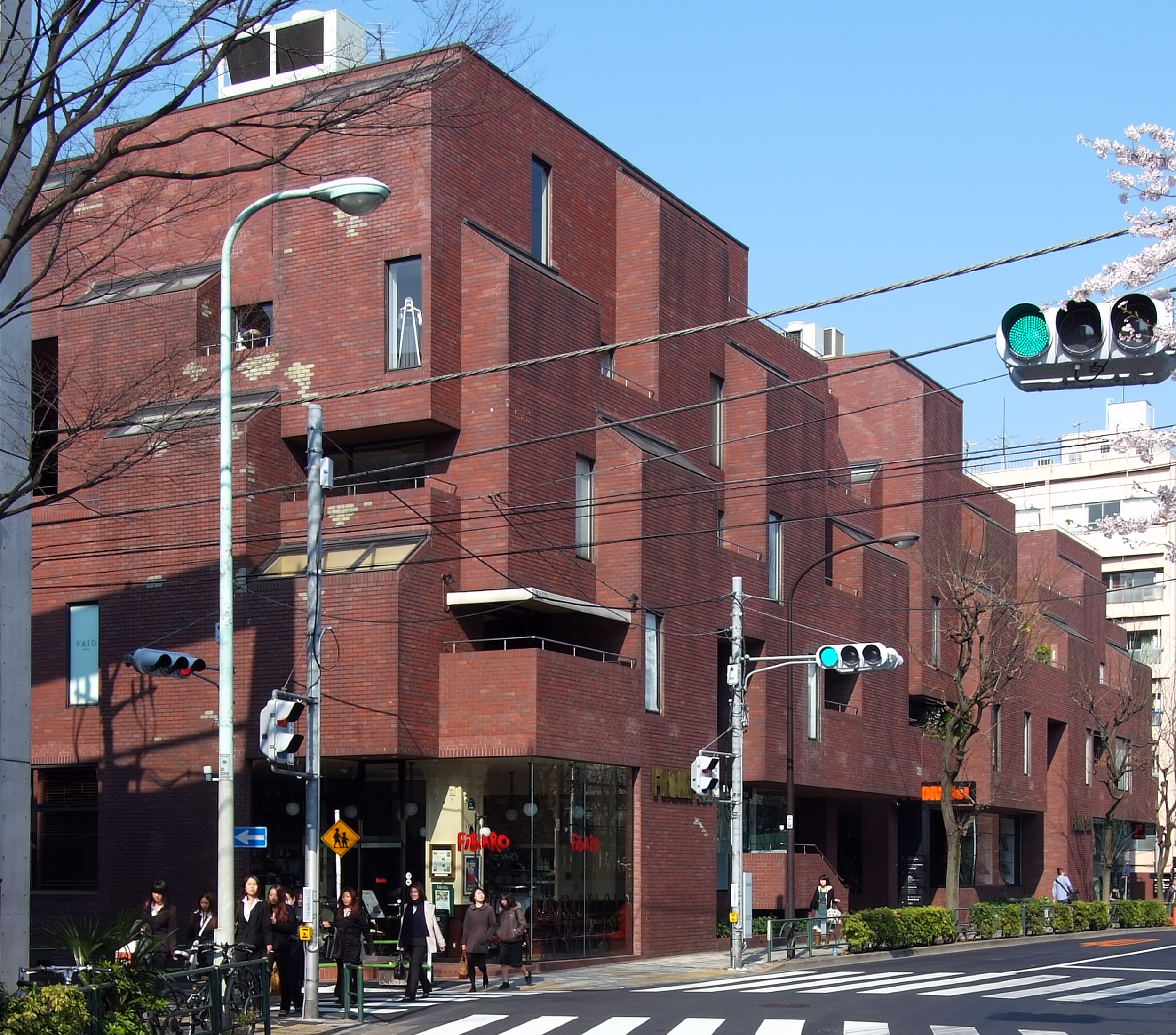
フロム・ファーストビル

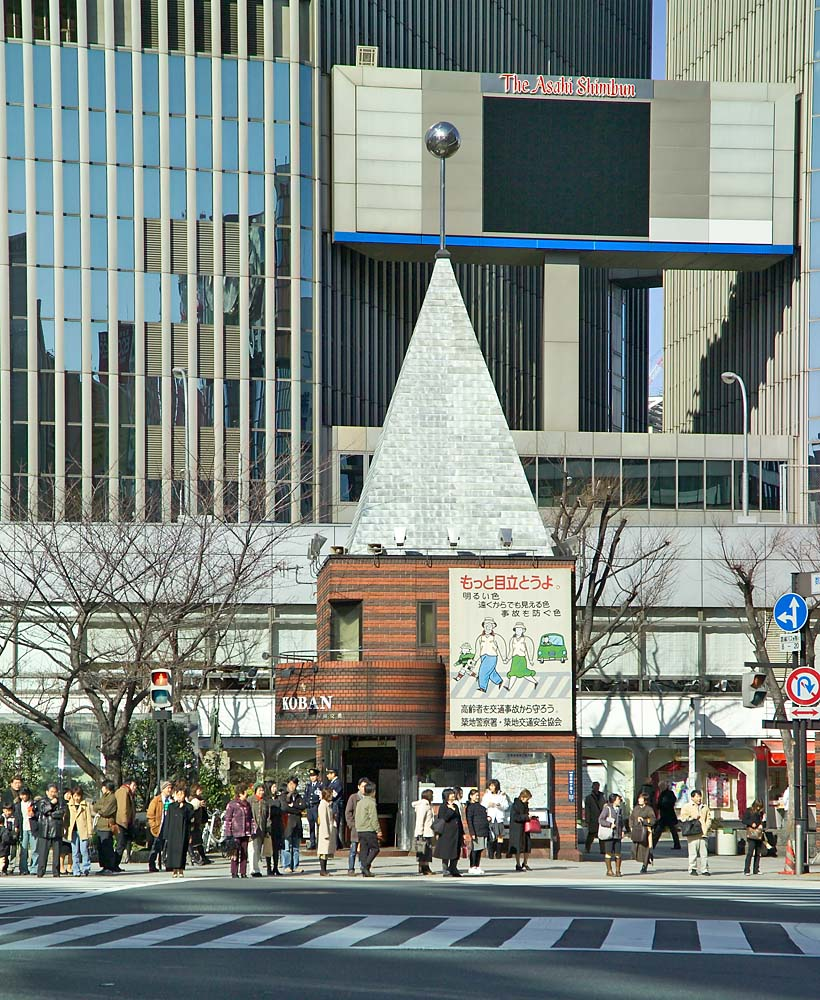
警視庁築地署数寄屋橋交番

| 建造物名                           | 年                 | 所在地           | 状態     | 備考 |
| ---------------------------------- | ------------------ | ---------------- | -------- | ---- |
| 合掌の山荘                         | 1963年（昭和38年） | 長野県軽井沢町   |          |      |
| 夫婦屋根の家                       | 1968年（昭和43年） | 神奈川県川崎市   |          |      |
| 豊口邸                             | 1969年（昭和43年） | 神奈川県鎌倉市   |          |      |
| MOV山荘（伊藤別邸）                | 1971年（昭和46年） | 山梨県山中湖村   |          |      |
| 平野医院                           | 1973年（昭和48年） | 神奈川県平塚市   |          |      |
| 永原邸                             | 1973年（昭和48年） | 東京都板橋区     |          |      |
| 顔の家                             | 1974年（昭和49年） | 京都市中京区     |          |      |
| 沖縄国際海洋博覧会三井子ども科学館 | 1975年（昭和50年） | 沖縄県本部町     | 現存せず |      |
| 松葉邸                             | 1975年（昭和50年） | 東京都町田市     |          |      |
| フロム・ファーストビル             | 1976年（昭和51年） | 東京都港区       |          |      |
| 任梟慮・草森紳一書斎               | 1977年（昭和52年） | 北海道音更町     |          |      |
| ペガサスビル                       | 1979年（昭和54年） | 東京都港区       |          |      |
| 茨城県営「双葉台団地」             | 1979年（昭和54年） | 茨城県水戸市     |          |      |
| 久保邸                             | 1980年（昭和55年） | 東京都武蔵野市   |          |      |
| 茨城県営「大角豆団地」             | 1980年（昭和55年） | 茨城県つくば市   |          |      |
| ストライプハウス                   | 1980年（昭和55年） | 東京都港区       |          |      |
| 田中歯科医院                       | 1981年（昭和56年） | 神奈川県横浜市   |          |      |
| 数寄屋橋交番                       | 1982年（昭和57年） | 東京都中央区     |          |      |
| 日本民芸館新館                     | 1982年（昭和57年） | 東京都目黒区     |          |      |
| パークサイドつくば松代             | 1993年（平成5年）  | 茨城県つくば市   |          |      |
| 文教大学湘南校舎                   | 1985年（昭和60年） | 神奈川県茅ヶ崎市 |          |      |
| 六本木ピラミデ                     | 1991年（平成3年）  | 東京都港区       |          |      |

## エピソード
- 数寄屋橋交番の設計の際に屋根のてっぺんに付けられたオブジェのアイディアが間に合わず、プレゼンテーションのときに屋根の飾りがつくあたりがわかるように仮のものとして刺した待ち針だと説明したものの、警視総監に担当者が見せたときには話がうまく伝わらなかったのか本人の意図に反してまち針の先端と同じ形状のまま採用されてしまい、そのまま竣工した[1]。後で本来つけようとしたオブジェのデザインは完成したが一度決定したものは覆らず山下は抗議しようとしたものの、丸い待ち針はシンプルで建築デザインとしてはアリだと思い、結局はしなかった[1]。球体の部分には「これはデザインである」とわかるように線を複数入れている[1]。この交番は東京都の文化デザイン事業の一環として、日本の交番のシンボルとなるべくデザインされた「交番建築の先駆け」となった[1]。

## 著書
- 『江戸時代 古地図をめぐる』、1996年3月、NTT出版、ISBN 9784871886147